# 1878 Hughes
1878 Hughes è un asteroide della fascia principale del diametro medio di circa 17,8 km. Scoperto nel 1933, presenta un'orbita caratterizzata da un semiasse maggiore pari a 2,8457285 UA e da un'eccentricità di 0,0144987, inclinata di 1,77515° rispetto all'eclittica.